# مارغريت أميرة كونوت
الأميرة مارغريت كونوت (بالإنجليزية: Princess Margaret Victoria Charlotte Augusta Nora of Connaught)‏ (مارجريت فيكتوريا شارلوت أوغستا نورا;15 يناير 1882 - 1 مايو 1920) كانت ولي عهد السويد ودوقة سكانيا وزوجة الملك غوستاف السادس أدولف وكانت الابنة الكبرى للالأمير آرثر دوق كونوت وستراذرن الابن الثالث للملكة فيكتوريا ولويز مارغريت أميرة بروسيا.

## روابط خارجية
- مارغريت أميرة كونوت على موقع IMDb (الإنجليزية)